# 赣榆站
赣榆站是青盐铁路上的一个铁路车站，位于中华人民共和国江苏省连云港市赣榆区赣马镇新合村董大园，为国铁Ⅱ级客运站，设长1050米到发线4条（含正线2条），设有500米×10米×1.25米旅客基本站台一座，500米×10米×1.25米中间站台一座，站台上均设有450米长风雨棚，设有8米宽旅客地道一座，综合候车楼（3000平米）一座。